# 圣地亚哥米利亚斯
圣地亚哥米利亚斯（西班牙語：Santiago Millas）是西班牙卡斯蒂利亚-莱昂莱昂省的一个市镇。总面积40平方公里，总人口322人（001年），人口密度8人/平方公里。